# Liste des lignes de chemin de fer d'Algérie
Pour des articles plus généraux, voir Transport ferroviaire en Algérie et ligne de chemin de fer.

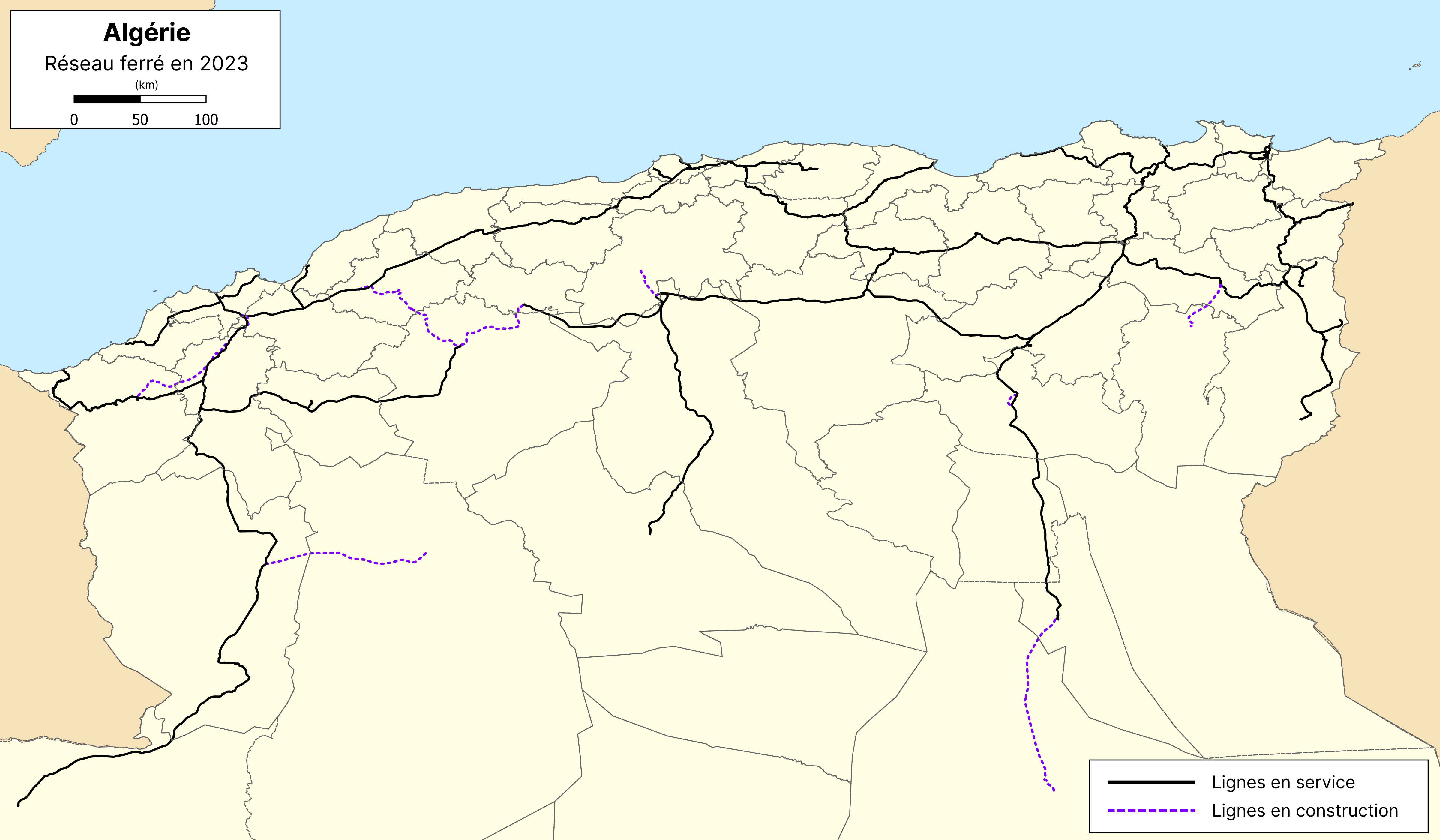
Carte du réseau ferroviaire algérien, dans le Nord de l'Algérie.

La liste des lignes de chemins de fer d'Algérie, est une liste non exhaustive des lignes ferroviaires anciennes et récentes situées sur le territoire algérien.

## Lignes ferroviaires exploitées par la SNTF
En 2022, la Société nationale des transports ferroviaires (SNTF) exploite un réseau de 4 200 km de lignes de chemin de fer. L'ensemble du réseau ferré algérien a une longueur de 4 560 km,.
La SNTF et ANESRIF (Agence nationale d'études et de suivi de la réalisation des investissements ferroviaires) répartissent les lignes ferroviaires algériennes en quatre ensembles géographiques :
- les lignes du Nord (ou rocade du Nord) ;
- les lignes des Hauts Plateaux (ou rocade des Hauts Plateaux ) ;
- les lignes pénétrantes Ouest, Centre et Est ;

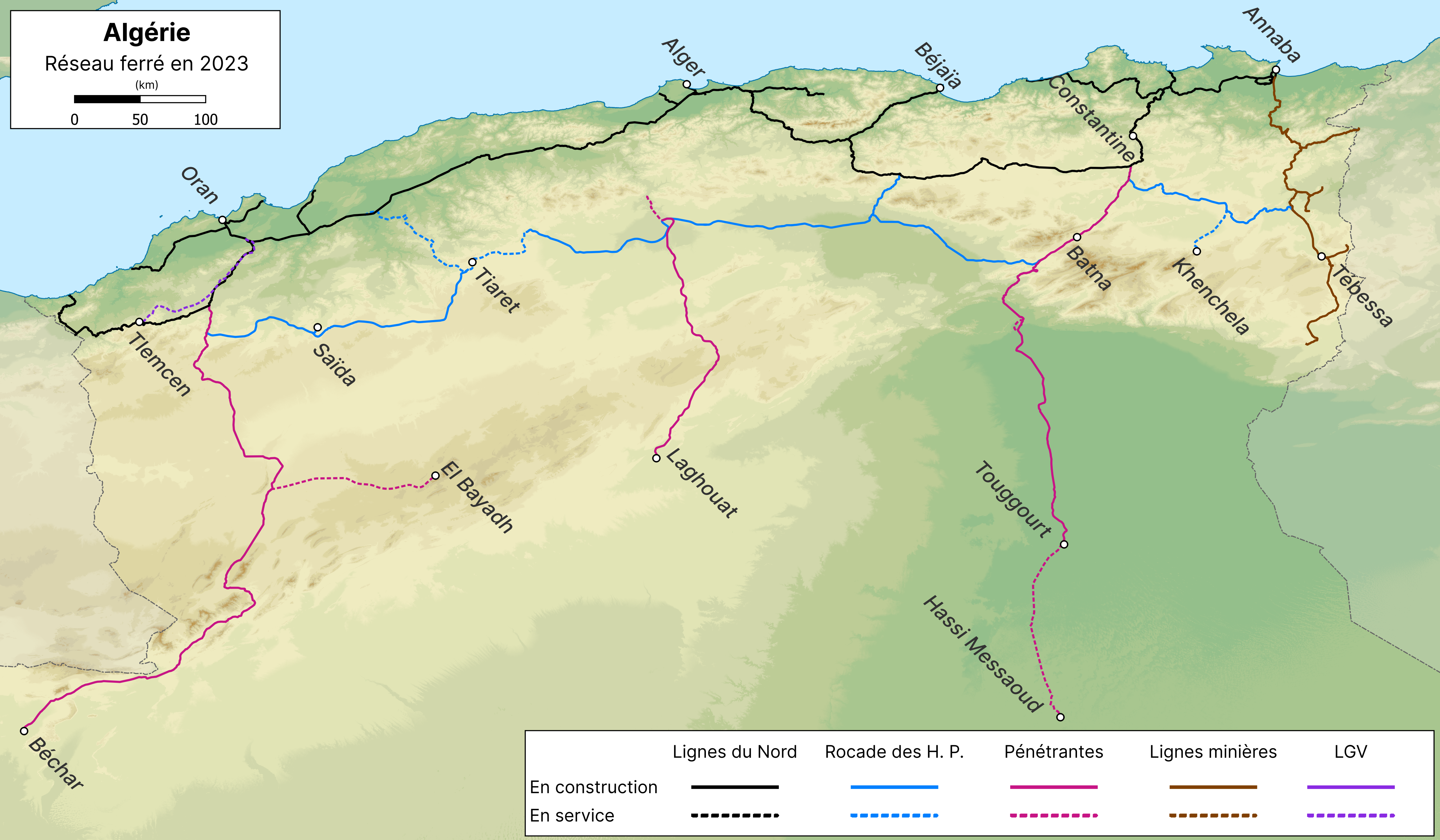
Lignes du réseau ferré algérien en 2023 selon la répartition géographique de l'ANESRIF.

- les lignes minières.

### Lignes du Nord

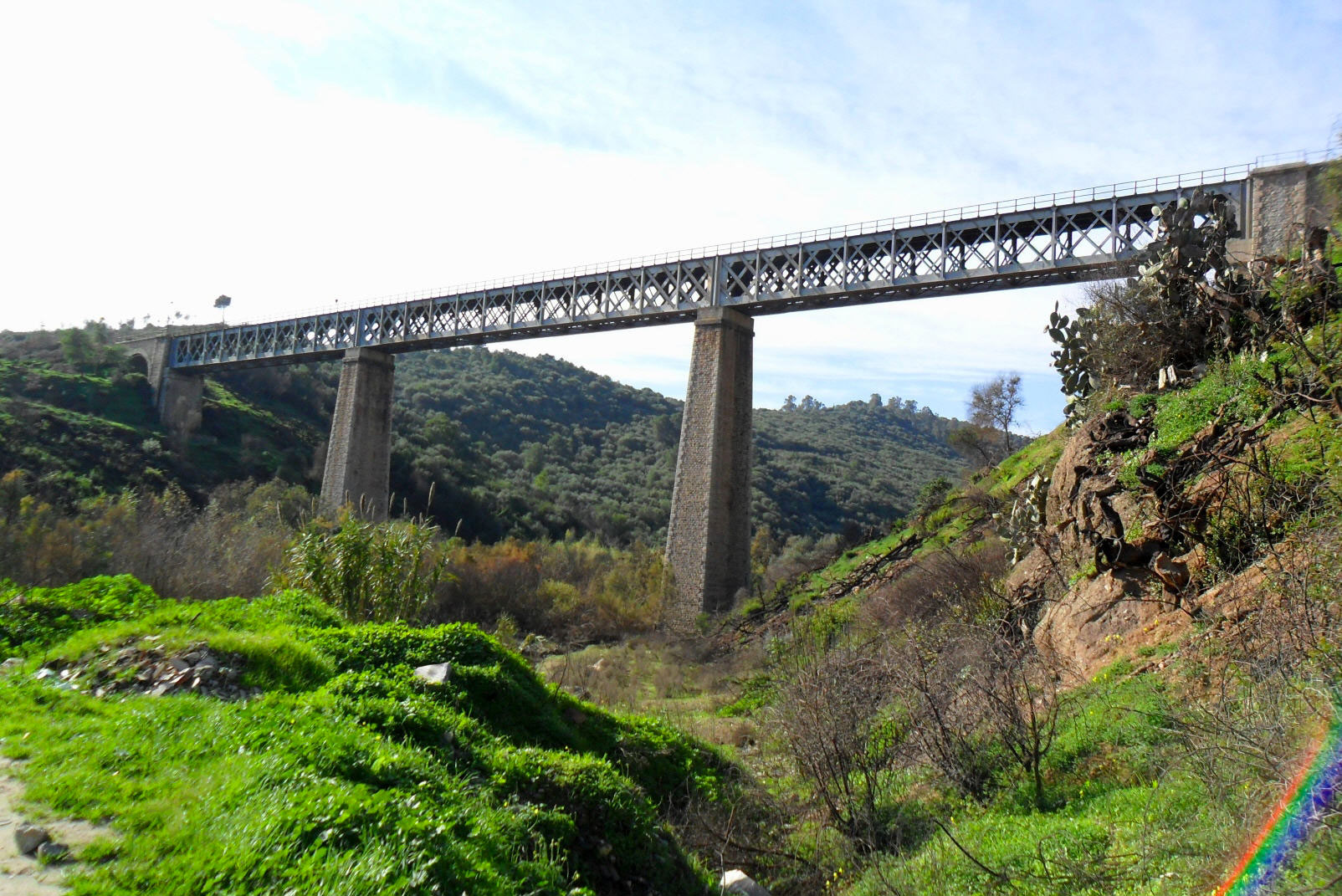
Viaduc ferroviaire de Beni amrane sur la ligne d'Alger à Skikda.

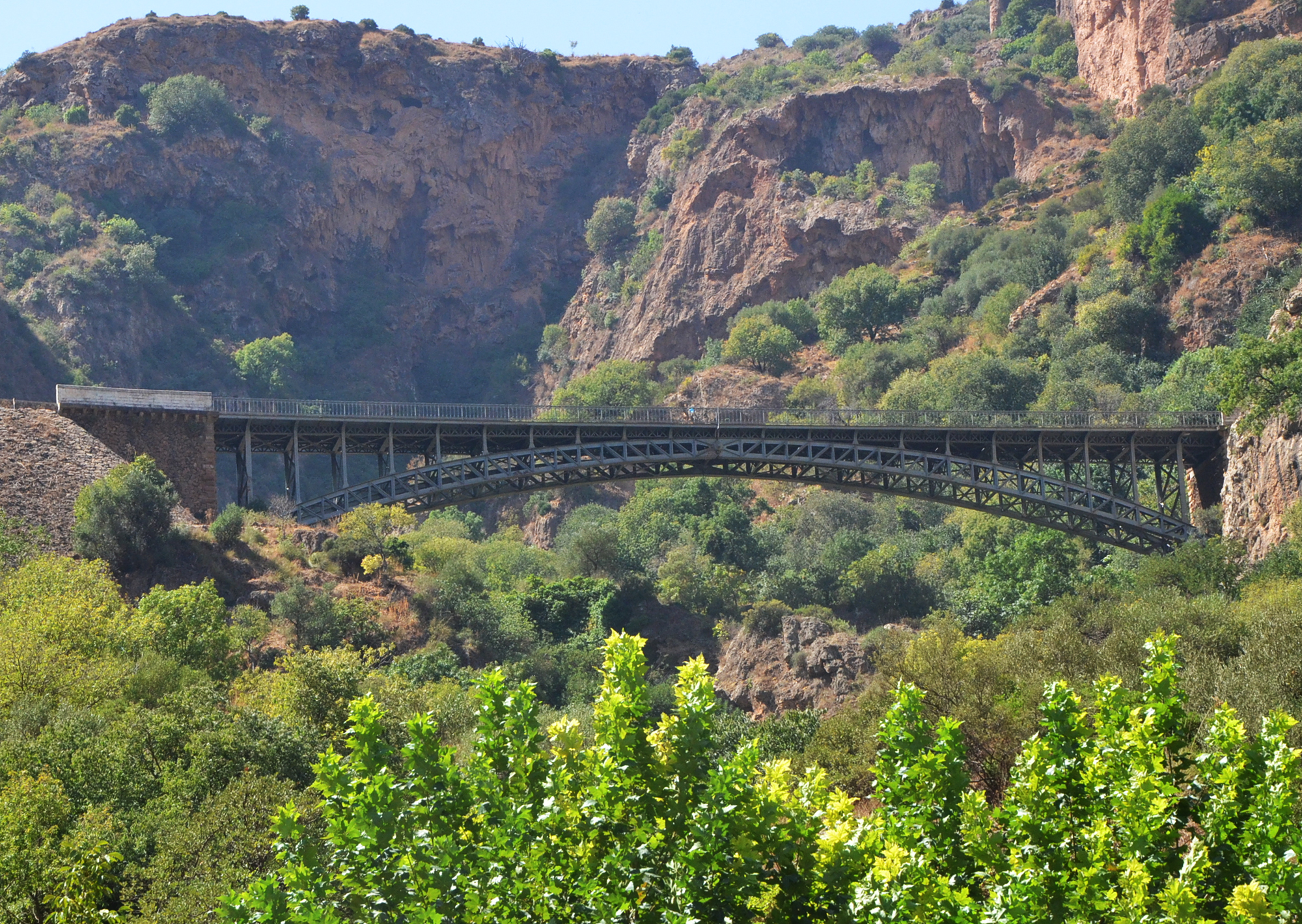
Viaduc ferroviaire d'El Ourit sur la ligne de Tabia à Akid Abbes.

#### Grandes lignes
- Ligne d'Alger à Oran, 418 km (1871)
- Ligne d'Alger à Skikda, 549 km (1886)

#### Lignes régionales
- Ligne de Akid Abbes à Ghazaouet, 55 km (1936)
- Ligne de Beni Mansour à Béjaïa, 88 km (1889)
- Ligne d'Es Senia à Béni Saf, 94 km (1885 puis 1985 et 2015)
- Ligne de Mohammadia à Mostaganem, 45 km (1879 puis 1908), remise en service en 2015
- Ligne de Ramdane Djamel à Annaba, 99 km (1904)
- Ligne de Ramdane Djamel à Jijel, 136 km (1990)
- Ligne de Tabia à Akid Abbes, 134 km (1916)
- Ligne de Thénia à Oued Aïssi, 62 km (1888 puis 2010)

#### Lignes de banlieue

##### Banlieue d'Alger
- Ligne Alger -El Affroun
- Ligne Alger -Thenia
- Ligne Agha Zeralda
- Ligne Agha -Tizi Ouzou-Oued Aissi
- Ligne Agha -Aéroport
- Ligne El Affroun-Thenia
- Ligne Zeralda-Thenia

##### Banlieue d'Oran
- Ligne d'Oran à Arzew

##### Banlieue d'Annaba
- Ligne Annaba-Sidi Amar
- Ligne Annaba- Berrahal
- Ligne Annaba -Chihani

### Lignes des Hauts Plateaux
Les lignes des Hauts Plateaux constituent, selon l'ANESRIF et la STNF, la « rocade des Hauts Plateaux ». Cette rocade est constituée d'un ensemble de lignes d'une longueur totale de 1 160 km qui, lorsqu'elle sera achevée, reliera Moulay Slissen, à l'ouest, à Tébessa, à l'est de l'Algérie, en desservant les villes de Saïda, Tiaret, Tissemsilt, M'Sila, Barika, Batna, Aïn M'lila et Oum El Bouaghi,.

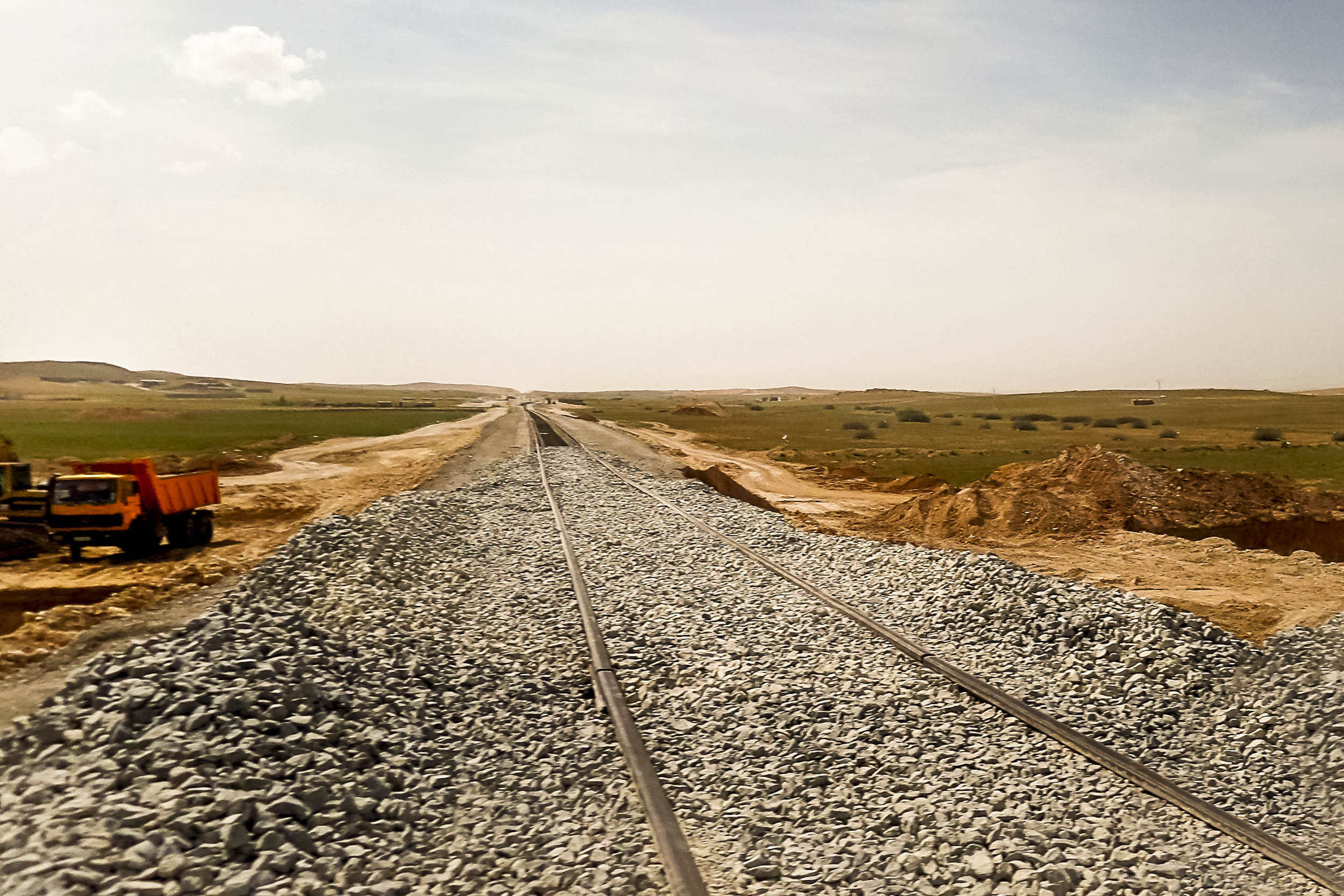
Construction de la ligne de Boughezoul à M'Sila en 2016.

Lignes nouvelles ou en construction constituant la rocade des Hauts Plateaux :
- Ligne de Aïn M'lila à El Aouinet, 162 km (2009) ;
- Ligne de Aïn Touta à M'Sila, 145 km (2009) ;
- Ligne de Bordj Bou Arreridj à M'Sila, 55 km (2010) ;
- Ligne de Khenchela à Aïn Beida, 51 km, (2024)[6] ;
- Ligne de Moulay Slissen à Saïda, 120 km (2017)[7] ;
- Ligne de Saïda à Tiaret, 153 km (ouverture partielle en 2023 du tronçon Saïda-Frenda, tronçon Frenda-Tiaret en construction)[8] ;
- Ligne de Tissemsilt à M'Sila, 290 km (2022)[9] ;
- Ligne de Relizane à Tiaret, 122 km, en construction[10];
- Ligne de Tiaret à Tissemsilt, 63 km, en construction[11].

À ces lignes, il faut ajouter des portions de lignes plus anciennes :
- le tronçon entre Aïn M'lila et Aïn Touta de la ligne d'El Guerrah à Touggourt (1882) ;
- le tronçon entre El Aouinet et Tébessa de la ligne d'Annaba à Djebel Onk (1888).

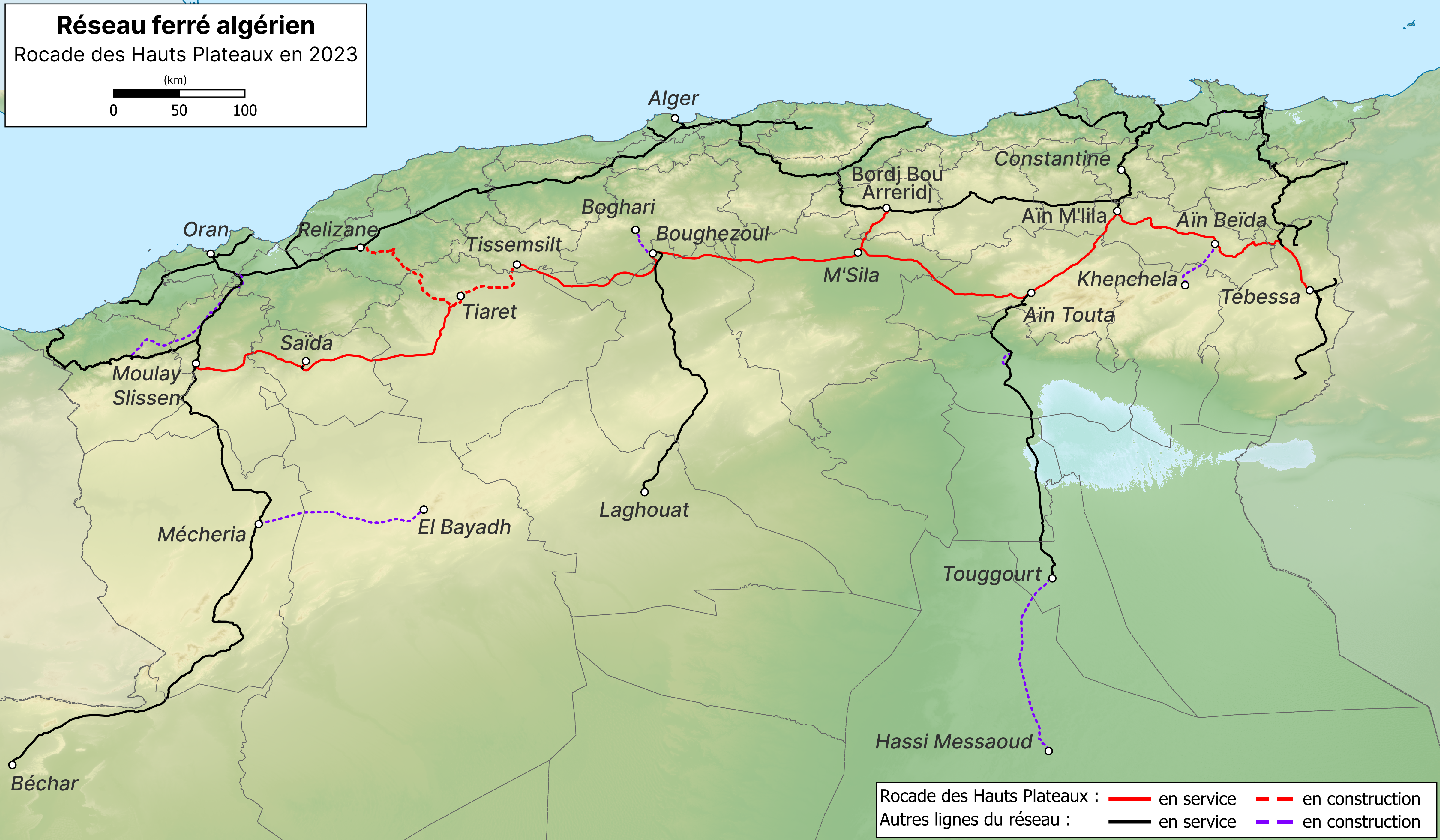
Tracé de la rocade des Hauts Plateaux en 2023.

### Lignes pénétrantes

#### Pénétrantes Ouest
- Ligne de Oued Tlelat à Béchar, 648 km (1906 puis 2010)
- Ligne de Mécheria à El Bayadh, 130 km en construction[12].

#### Pénétrantes Centre
- Ligne de Boughezoul à Laghouat, 250 km (2023)[13].
- Ligne de Ksar El Boukhari à Boughezoul, 42 km en construction

#### Pénétrantes Est
- Ligne d'El Guerrah à Touggourt, 417 km (1914)

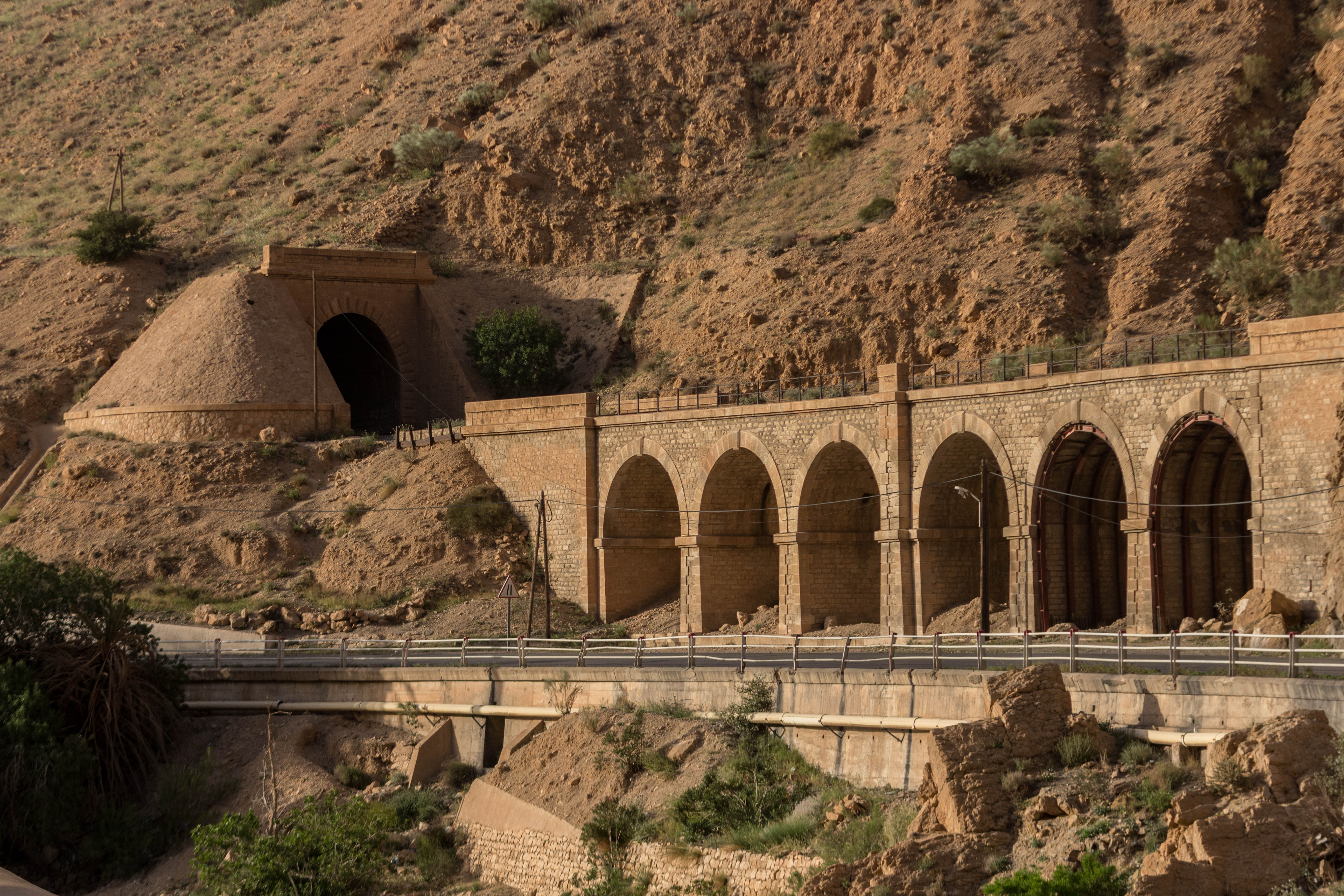
Un tunnel de la ligne d'El Guerrah à Touggourt, dans les gorges d'El Kantara.

- Ligne de Touggourt à Hassi Messaoud, 150 km, en construction[14],[15].

### Lignes minières ou à dominante minière
- Ligne d'Annaba à Djebel Onk, 340 km (1888 puis 1966), ouverte aussi au service voyageurs.
- Ligne de Souk Ahras à la frontière tunisienne, 53 km (1884), ouverte aussi au service voyageurs, et reconnectée depuis août 2024 au réseau tunisien grâce à la liaison Annaba - Tunis[16].
- Ligne de Oued Keberit à Ouenza, 28 km (1921)
- Ligne de Chenia à Boukhadra, 18 km (1929)
- Ligne de Tébessa à Kouif, 25 km (1893)
- Ligne de Béchar à Gara Djebilet, 950 km (en cours)[17]. Un  tronçon de 100 km, reliant Béchar à Abadla, est mis en service le 24 avril 2025[18].

### Lignes LGV
- LGV Ouest algérienne, 132 km, en construction[19].

## Lignes désaffectées ou disparues

### Réseau Algérois
- Blida - Djelfa (278,400 km) :
  - Blida- Médéa (49,240 km) ;
  - Médéa - Berrouaghia (33,950 km) ;
  - Berrouaghia - Boghari (40,610 km) ;
  - Boghari - Aïn Oussara (56,890 km) ;
  - Aïn Oussara - Djelfa (97,660 km).

- Orléansville - Ténès (56,410 km).

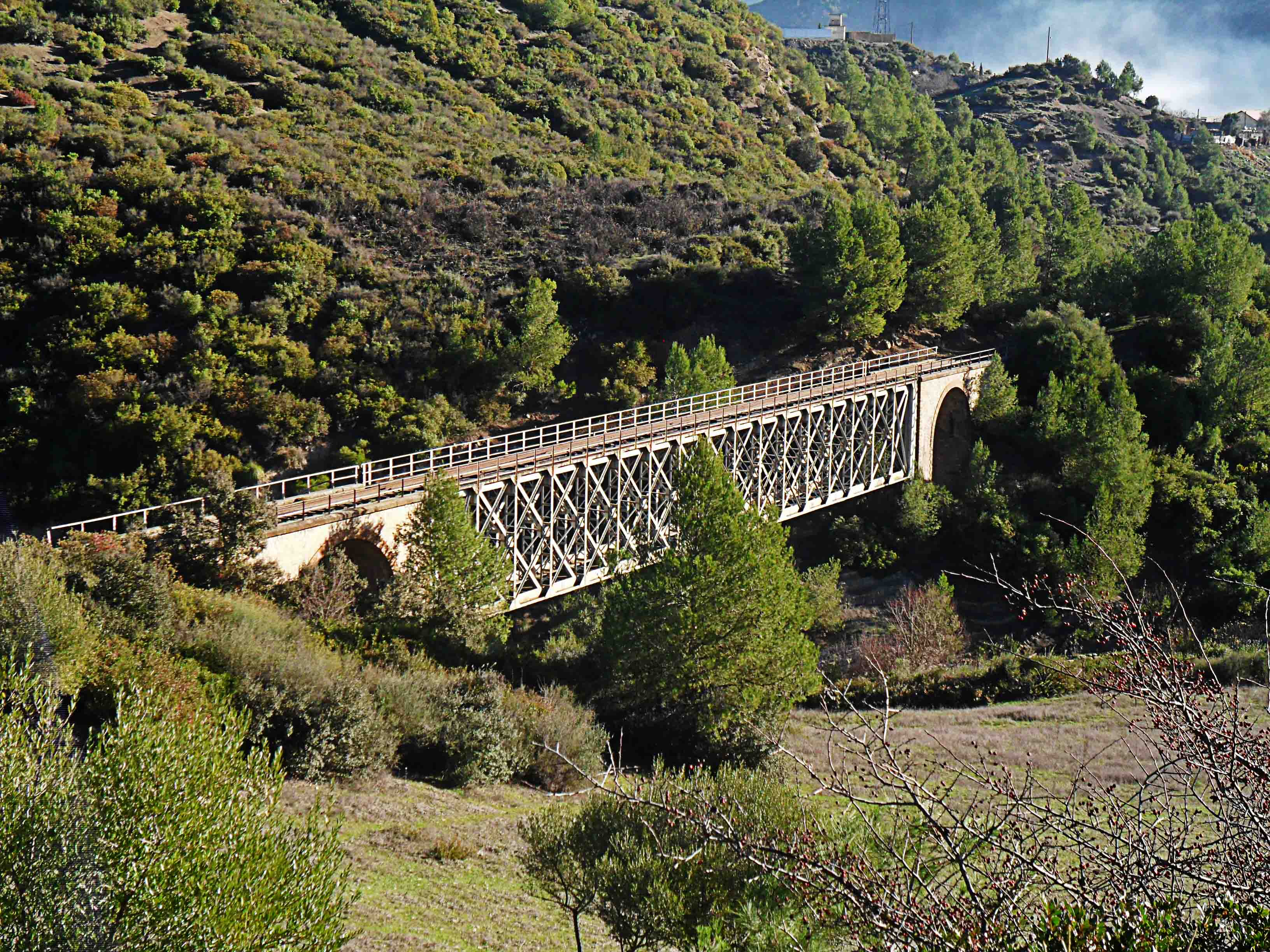
Viaduc ferroviaire près de Haouche El Messaoudi sur la ligne Blida à Djelfa.

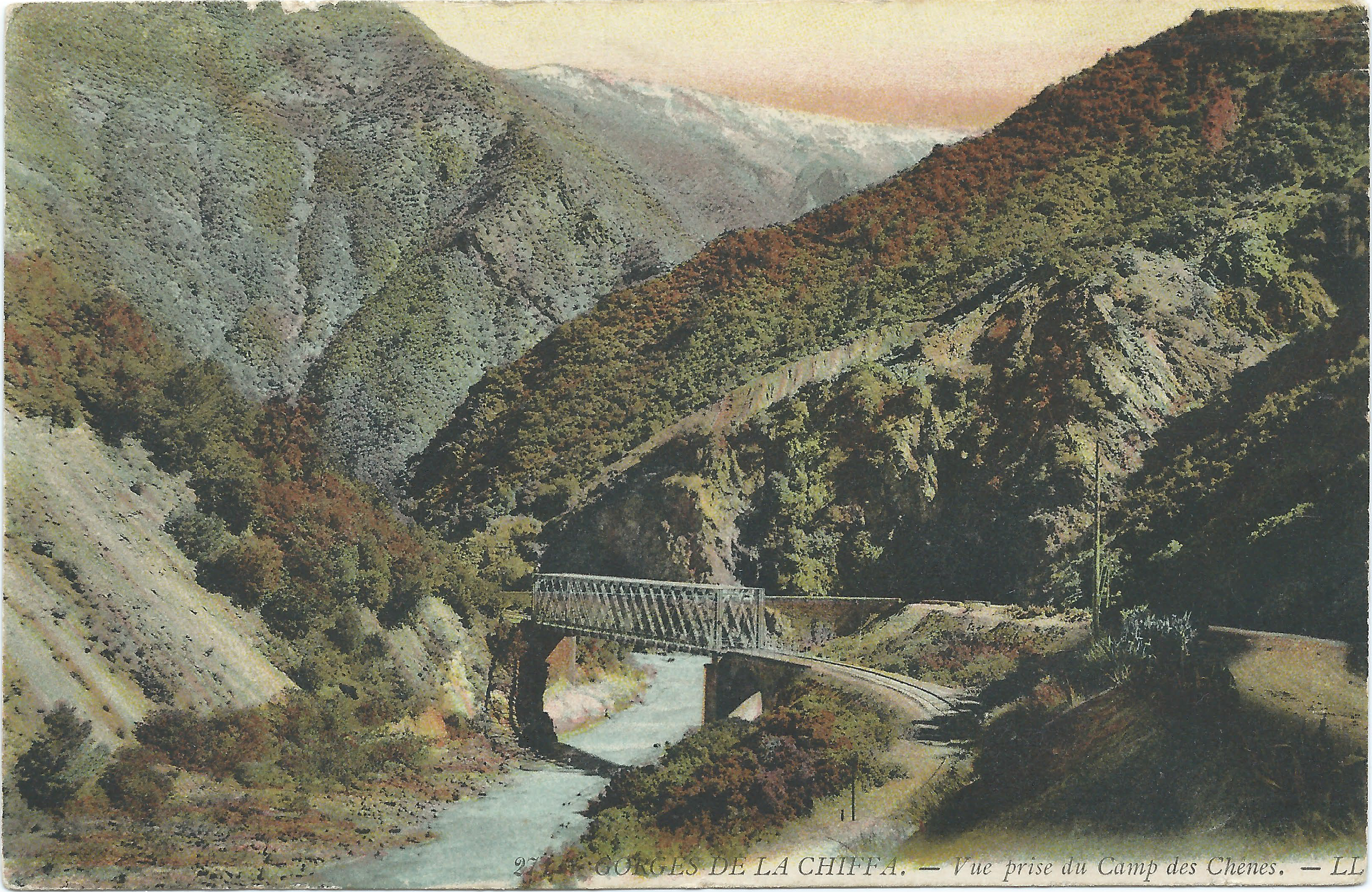
La ligne de Blida à Djelfa dans les gorges de la Chiffa.

- El Affroun - Cherchell (48,180 km) :
  - El Affroun - Marengo (19,260 km) ;
  - Marengo - Cherchell (28,920 km).

- Lignes des Chemins de fer sur routes d'Algérie, dont : 
  - Alger - Maison-Carrée (12 km) ;
  - Maison-Carrée - Rovigo (24,5 km) ;
  - Maison-Carrée - Aïn Taya (20 km) ;
  - Alger - Koléa (46,300 km) ;
  - Mazafran - Castiglione (11,170 km) ;
  - Dellys - Boghni (67,0 km) ;
  - Bouira - Aumale (42,7 km) ;

### Réseau Constantinois
- Divivier - Guelma - El Khroub (148 km).
- Ouled Rahmoune - Aïn Beïda - Tébessa (195,2 km).
- Oulmène - Khenchela (44,1 km).
- Bône - La Calle (87,8 km).
- Saint-Paul - Randon (11,5 km).
- Constantine - Oued Athmania (46 km).

### Réseau Oranais
- Ligne d'Arzew à Damesme, 4,100 km :
  - d'Arzew à Damesme (actuelle  Aïn El Bia), 4,100 km (1879).

- Ligne de Crampel à Modzbah :
  - de Crampel (actuelle Redjem Demouche) à Marhoum ;
  - de Marhoum à Modzbah (dans l'actuelle commune d'El Kheiter).

- Ligne de La Macta à Trumelet, via Mostaganem, Zemmora et Tiaret, 239,400 km :
  - de La Macta (actuelle Mers El Hadjadj) à Mostaganem, 29,600 km (1888) ;
  - de Mostaganem à Relizane, 75,700 km (1916) ;
  - de Relizane à Prévost-Paradol (actuelle Mechraa Safa), via Zemmora, 82,500 km (1925) ;
  - de Prévost-Paradol à Tiaret, 34,400 km (1889) ;
  - de Tiaret à Trumelet (actuelle Dahmouni), 17,200 km (1889) ;
  - de Relizane à Uzes-le-Duc (actuelle Oued El Abtal), 45,000 km (1889).

- Ligne d'Oran à Hammam Bou Hadjar, 72,000 km :
  - d'Oran à Hammam Bou Hadjar, 72,000 km (1911).

- Ligne d'Oran à Kenadsa via Saïda et Colomb-Béchar, 770,100 km :
  - d'Oran à Damesme (actuelle Aïn El Bia), 42,400 km (1879) ;
  - de Damesme à La Macta (actuelle Mers El Hadjadj), 16,500 km (1879) ;
  - de La Macta à Perrégaux (actuelle Mohammadia), 29,800 km (1879) ;
  - de Perrégaux à Saïda, 120,100 km (1879) ;
  - de Saïda à Modzbah (dans l'actuelle commune d'El Kheiter), 66,900 km (1881) ;
  - de Modzbah à Mécheria, 114,100 km (1881) ;
  - de Mécheria à Aïn Sefra, 102,300 km (1887) ;
  - de Aïn Sefra à Colomb-Béchar (actuelle Béchar), 256,300 km (1905) ;
  - de Colomb-Béchar à Kenadsa, 256,300 km (1906).

- Ligne de Sainte-Barbe-du-Tlélat à Oujda (frontière marocaine), via Tlemcen, 222,110 km :
  - de Sainte-Barbe-du-Tlélat (actelle Oued Tlelat) à Sidi Bel Abbès, 51,680 km (1877) ;
  - de Sidi Bel Abbès à Tabia, 23,210 km (1883) ;
  - de Tabia à Tlemcen, 63,780 km (1890) ;
  - de Tlemcen à Zoudj Beghal (actuel Akid Abbes dans la commune de Maghnia), 68,740 km (1910) ;
  - de Zouj Beghal à Oujda, 14,710 km (1911).

- Ligne de Sidi Bel Abbès à Prévost-Paradol, via Mascara, 245,5 km :
  - de Sidi Bel Abbès à Tizi, 112,8 km (1919 et 1926) ;
  - de Tizi à Mascara, 11,900 km (1886) ;
  - de Mascara à Uzès-le-Duc (actuelle Oued El Abtal), 65,500 km (1927) ;
  - de Uzès-le-Duc à Prévost-Paradol (actuelle Mechraa Safa), 45,300 km (1889).

- Ligne de Trumelet à Hardy, 54,500 km :
  - de Trumelet (actuelle Dahmouni) à Hardy (actuelle Bougara), 54,500 km (1921).

- Ligne de Tabia à Crampel, 76,700 km :
  - de Tabia à Crampel (actuelle Redjem Demouche), 76,700 km (1885).

- Ligne de Tlemcen à Béni Saf, 66,900 km :
  - de Tlemcen à Béni Saf, 66,900 km (1924).

### Réseau saharien
- Ligne de Oumache à Tolga, 35,4 km (1916).
- Ligne de Still à El Oued, 145 km (1946).
- Ligne de Béchar à Abadla, 91 km (1948).